# Beutezeit
Beutezeit (englischer Originaltitel: Off Season Unexpurgated) ist ein Roman des amerikanischen Autors Jack Ketchum. Der Horrorroman erschien erstmals 1980 in den Vereinigten Staaten in einer gegenüber der Originalvorlage stark gekürzten Version unter dem Titel Off Season, 1999 veröffentlichte Ketchum den Roman erneut in einer überarbeiteten und nicht zensierten Version, die 2007 auch in Deutschland in einer Übersetzung von Friedrich Mader veröffentlicht und in den Folgejahren mehrfach neu aufgelegt wurde. Das Buch handelt von einer Familiengruppe von Kannibalen, die an der Ostküste von Maine Jagd auf Menschen macht, und dem Überfall der Gruppe auf sechs junge Leute, die eine Ferienwohnung in der Gegend nahe dem Ort Dead River gemietet haben.

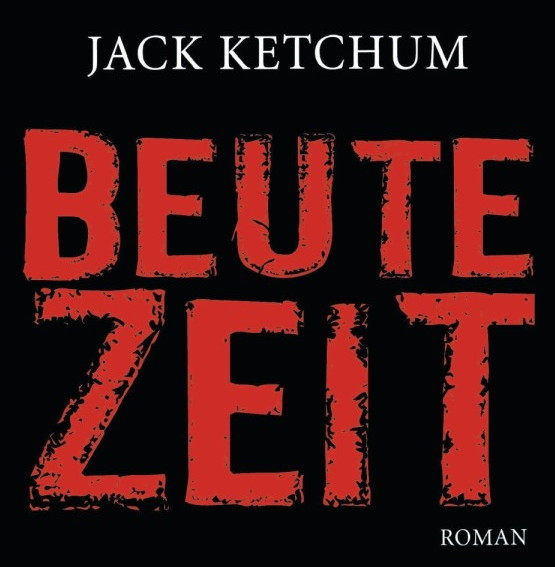

## Allgemeines und formaler Aufbau

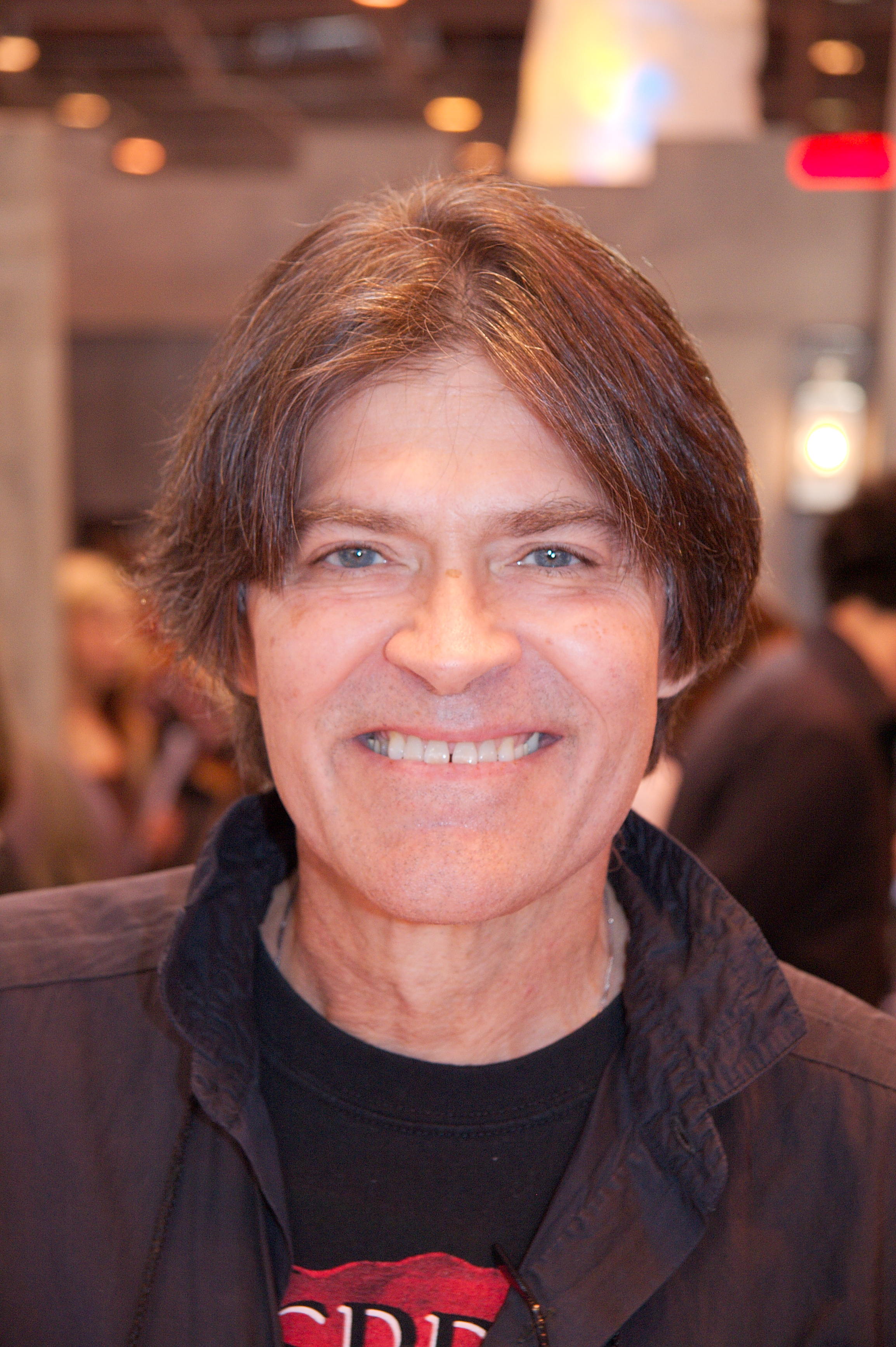
Jack Ketchum, Salon du Livre 2009

Die in Beutezeit dargestellte Geschichte ist durchweg fiktiv. Die deutsche Ausgabe von Beutezeit besteht aus drei Teilen, die jeweils in mehrere Kapitel aufgeteilt werden. Weder die Teile noch die Kapitel tragen Titel, sondern sind nach Zeitpunkten gegliedert. Teil 1 beschreibt die Ereignisse am 12. September 1981, Teil 2 die des 13. September 1981 und Teil 3 die des 14. September 1981. Die gesamte Geschichte findet entsprechend in diesem Zeitraum von drei Tagen statt. Die Kapitel sind mit Uhrzeiten überschrieben. Das gesamte Buch wird aus der Position eines Erzählers wiedergegeben, der sowohl Einblicke in die konkrete Handlung wie auch in die Gedanken und Erinnerungen der Personen hat. Mit wenigen Ausnahmen spielt die gesamte Geschichte in der Umgebung des Ortes Dead River an der Küste von Maine, die in der Geschichte dargestellte Legende ist auf der vorgelagerten Insel Catbird Island angesiedelt.
Die eigentliche Geschichte wird durch zwei Zitate eingeleitet:

„Mein Gott, mein Gott. Muss ich so sterben?“

„Sodom und Gomorrah, they run the roadhouse“

Eingeleitet wird das überarbeitete Buch durch eine Widmung: Mein Dank an Doug und die zwei Daves (Hinchberger und Barnett) sowie an Neal für ihre großartige Arbeit an der Wiederbelebung dieses Buches. Ergänzt wird dies durch einen Dank an die Schriftsteller Robert Bloch und Stephen King, die Ketchum als Autor unterstützt haben. Hierauf folgt ein Vorwort von Douglas E. Winter, der die vorliegende Ausgabe, in den Vereinigten Staaten als Off Season Unexpurgated erschienen, mit der ursprünglich erschienenen Version vergleicht und Jack Ketchum als Autor vorstellt. Den Abschluss stellt ein Nachwort von Jack Ketchum dar, der darlegt, wie die ursprüngliche gekürzte und stark zensierte Fassung entstand und aus welchem Grund er die neue, auf der Originalversion basierende, Version schrieb.

## Handlung
Das Buch handelt von einer Familiengruppe von Kannibalen, die an der Ostküste von Maine Jagd auf Menschen macht. Im Kern der Handlung steht der Überfall der Gruppe auf sechs junge Leute, die eine Ferienwohnung in der Gegend nahe dem Ort Dead River gemietet haben. Die Handlung besteht dabei aus drei Strängen: In einem ersten Strang geht es um den Überfall der Kannibalen auf eine junge Lehrerin, die diesen überlebt, und die darauf folgenden Ermittlungen der Polizei. Der zweite Strang beschreibt die Aktivitäten der jungen Lektorin Carla, die ein Haus in der Nähe des Ortes gemietet hat, und ihren Freunden. Als dritter Strang werden die Aktivitäten der Kannibalengruppe beschrieben, die in einer Höhle am Strand leben und von dort ihre Beutezüge starten. Hinzu kommen alte Legenden von verschwundenen Kindern auf der nahe gelegenen Insel Catbird Island und Berichte über vergangene, nicht geklärte Vorfälle. Alle drei Stränge und die Legenden werden an unterschiedlichen Stellen des Romans miteinander in Berührung gebracht und führen am Ende zusammen.

### Legenden über Catbird Island
In einem Buch, das Marjorie, die Schwester von Carla, über Dead River und die vorgelagerte Insel Catbird Island liest, wird die Geschichte der Insel beschrieben. 1858 wurden die Küste von Maine und die Insel von einem starken Sturm heimgesucht, der die Insel mit Ausnahme des Leuchtturmes Barnet Light überschwemmte. Die Familie des Leuchtturmwärters Daniel Cook harrte im Turm aus und verblieb dort etwa zehn Tage. Danach wollten Cook und sein Sohn mit dem Boot an die Küste fahren, um neuen Proviant zu holen, kamen jedoch nie an. Seine Frau verblieb mit den beiden Töchtern allein im Turm, bis fast einen Monat später ein anderes Boot anlegte und nur noch die jüngste Tochter Libby lebend vorfand. Die Mutter war einen Tag vorher verstorben, die ältere Schwester Agnes auf der Insel verschollen.
1865, sechs Jahre nach dem Vorfall, verschwand der siebenjährige Sohn des Leuchtturmwärters Lowell S. Dow und wurde ebenfalls nicht wieder aufgefunden; man nahm an, dass er ins Meer gespült wurde. 27 Jahre nach diesem Vorfall wurde Barnet Light vollständig aufgegeben. In der Gegend hielt sich die Legende, dass Agnes Cook auf der Insel überlebt und sich in den Höhlen der Klippen verirrt hatte. Sie soll sechs Jahre später den kleinen Jungen entführt haben, um in ihrer Einsamkeit Trost zu finden. Beide sollen als Geister auf der Insel und beim verlassenen Leuchtturm leben und dienen als Schreckgespenster, mit denen die Mütter der Gegend ihren Kindern drohen.

### Polizeiliche Ermittlungen
Das Buch beginnt in der Nacht auf den 12. September mit einer Verfolgungsjagd einer Gruppe verwilderter Kinder auf eine Frau, die sich nur durch einen Sprung von den Klippen ins Meer retten kann. Sie wird am Nachmittag des Tages halb erfroren und von Hummern angefressen im Meer gefunden, kurz danach wird auch ihr abgestelltes Fahrzeug entdeckt. Der Sheriff George Peters und sein Deputy Sam Shearing werden mit dem Fall beauftragt und beginnen mit den Ermittlungen, können die Frau jedoch erst am nächsten Abend verhören. Sie erzählt ihnen von den verwilderten Kindern und sie stellen Parallelen zu mehreren verschwundenen Fischern und Jugendlichen und einer Beobachtung eines alten Muschelsammlers und Säufers her, der ihnen bereits ein halbes Jahr vorher von einer Gruppe verwahrloster Menschen am Strand erzählt hatte. Er wird erneut befragt und erzählt ihnen erneut von der Gruppe, dabei benennt er auch den konkreten Strandabschnitt, an dem er sie beobachtet hatte. Peters und Shearing beschließen, die betreffende Gegend abzusuchen und herauszufinden, ob dort tatsächlich eine Gruppe von Menschen lebt, die andere angreift und verschleppt.

### Carla und ihre Freunde
Die Lektorin Carla aus New York hat sich zur Entspannung und um in Ruhe an einem Buch arbeiten zu können ein Ferienhaus im Umland von Dead River nahe dem Strand gemietet. Sie erreicht das Haus am Morgen des 12. September und beginnt, sich dort einzurichten und die Wohnung aufzuräumen, da sie für den nächsten Abend ihre Schwester Marjorie und deren Freund Dan, ihren Ex-Freund Nick und dessen neue Freundin Laura sowie ihren aktuellen Partner Jim eingeladen hat. Später am frühen Abend, als sie Holz für den Kamin in die Wohnung holt, sieht sie am Rande des Grundstücks in einiger Entfernung einen Mann in rotem Hemd, dem sie zuwinkt und der auch zu ihr blickt und winkt. Danach geht sie zurück in das Haus, um zu duschen und sich für den Schlaf vorzubereiten.
Am folgenden Tag machen sich ihre Gäste von New York aus auf den Weg nach Dead River und lernen sich auf der Fahrt erst richtig kennen. Bei einem Stopp kurz vor ihrem Ziel zeigt Jim Nick einen Revolver, eine .44 Magnum, den er mitgenommen hat, um mit ihm in Maine ein paar Schießübungen zu machen. Sie erreichen das Ferienhaus am frühen Abend und vertreiben sich den Abend mit Essen, Reden und Kartenspielen, bevor sie sich auf ihre Zimmer aufteilen. Während Dan und Marjorie sowie Jim und Carla noch Sex haben, überkommt Nick eine Eifersucht und er blockiert sich gegenüber Laura, sodass beide schlafen gehen.

### Das Leben der Kannibalen
Auch die Geschichte der Kannibalen beginnt mit der Jagd auf die Frau, die von den Klippen springt. Sie wurde von den Kindern der Gruppe gejagt, die aufgrund des Fehlschlages später von den Erwachsenen bestraft wurden. Nach dem Überfall durchsuchen die Kinder das Auto der Frau und nehmen sich ein paar Dinge mit, die sie gebrauchen könnten. Der Anführer der Gruppe, ein junger Mann, der mit einem roten Hemd bekleidet ist, sieht am späten Nachmittag Carla an der Veranda ihres Ferienhauses und winkt ihr zu, später am Abend beobachtet er sie von außen durch das Fenster, als sie sich für den Schlaf vorbereitet. Am nächsten Abend beobachten zwei Frauen aus der Gruppe die jungen Leute beim Kartenspiel und berichten ihrem Anführer und anderen in der Höhle, dass mittlerweile nicht mehr nur die Frau, sondern insgesamt sechs Menschen im Haus sind.
Der Anführer der Gruppe erinnert sich an das Leben auf der Insel und auch an seine Eltern, die ihm einen Namen gegeben hatten, den er jedoch vergessen hatte; er kann sich allerdings erinnern, dass seine Mutter Agnes hieß und dass sein Vater nachts immer zum Leuchtturm ging. Sie hatten ihm und den anderen Kindern das Angeln und Jagen beigebracht; später machten sie jedoch auch Jagd auf Menschen, um nicht zu hungern, und fanden Gefallen an dem Fleisch. Nachdem einige Männer mit Gewehren die Insel abgesucht hatten, floh die Gruppe an das Festland und suchte einen neuen Unterschlupf. Die Kannibalengruppe lebt seitdem in einer geräumigen Höhle in den Klippen am Strand, die nur über einen schmalen und versteckten Eingang erreichbar ist. Sie haben sich dort eingerichtet und mehrere Vorratsbereiche für Kleidung, Felle, Knochen und sonstige Gegenstände angelegt. In einem Raum bereiten sie ihre Vorräte vor und stellen aus ihrer Jagdbeute Würste und Räucherfleisch her, aus den Resten werden Suppen gekocht. Als die beiden Frauen zurückkommen, ist eine andere, schwangere, Frau dabei, das Fleisch, Mark und Fett einer jungen Frau zu Würsten zu verarbeiten, während in einem unter der Decke hängenden Käfig ein junger Mann liegt und beobachten muss, wie seine Freundin zerteilt wird. Der Anführer und seine Brüder, ein riesiger kahler Hüne und ein drahtiger kleiner Mann, bereiteten sich derweil auf einen Angriff auf das Haus vor, um mehr Beute zu machen. Zu der Gruppe gehören neben den Männern und Frauen sieben Kinder, das älteste Mädchen ist ebenfalls schwanger.

### Der Überfall und das Finale
Die Geschichte eskaliert in dem Überfall der Kannibalengruppe auf die jungen Leute im Ferienhaus. Der Angriff beginnt, nachdem die Kannibalen das Haus umstellt und die Menschen im Haus eine Zeit lang beobachtet haben. Sie überfallen zuerst Jim und Carla, die sich inmitten eines Sexualaktes befinden; sie reißen Jim von Carla runter und schneiden ihm dabei die Kehle durch, danach ziehen sie die schreiende Carla durch die zertrümmerte Scheibe nach draußen zum Feuer und hängen sie kopfüber an ein Seil an einem Baum. Durch die Schreie geweckt, stürmt zuerst Nick in das Zimmer und wird niedergeschlagen, später folgen Dan und Marjorie und stoßen auf die Leiche von Jim. Carla wird aufgeschlitzt und ausgenommen sowie danach auf einen Spieß geschoben und über einem Feuer gebraten, später holen sich die Kannibalen einzelne Teile von ihr und essen sie. Während des folgenden Kampfes, den die jungen Leute aus dem Haus heraus führen, können sie die Magnum aus dem Auto holen, dabei wird Dan jedoch getötet und zerstückelt sowie teilweise roh gegessen. Nick und Marjorie gelingt es, nachdem sie einige der Angreifer wie etwa die jüngere Frau und zwei Kinder töten und dem riesenhaften Bruder des Anführers die Hand abschießen, sich auf den Dachboden zu retten. Laura bleibt paralysiert im Haus und wird von den Kannibalen mitgeschleppt. Als sich die Angreifer zum Dachboden durcharbeiten, versuchen die beiden durch ein enges Fenster zu fliehen, Marjorie wird jedoch nach ihrem Sprung eingekesselt und nur Nick kann sich ungesehen auf das Dach retten. Dort bleibt er, bis die Horde mit den beiden Frauen abzieht, und verfolgt sie nach einiger Zeit, um die Frauen zu retten. Es gelingt ihm am Strand, den nach ihm suchenden Anführer zu sehen und ihm zu folgen.
In der Höhle werden Marjorie und Laura in den Käfig zu dem jungen Mann gesperrt. Der jüngere Bruder des Anführers will, nachdem er zwei der älteren Kinder beim Sex beobachtet hat, eine der beiden Frauen vergewaltigen und holt Laura aus dem Käfig. Die fängt jedoch sofort an zu schreien. Um sie zum Aufhören zu zwingen, schlägt er sie und fesselt sie schließlich mit Klebeband, wodurch sie erst ruhig wird, sich danach jedoch noch stärker wehrt. Er rammt ihr sein Messer in den Rücken, danach holt er ein Beil und trennt ihr – noch lebend – Arme und Beine ab und schneidet ihr die Zunge heraus. Als Laura tot ist, holt er auch Marjorie aus dem Käfig und will sie ebenfalls quälen und vergewaltigen. Sie wehrt sich erst nicht und er schlägt sie ins Gesicht und auf den Körper. Danach schlägt sie ihm mit voller Wut und Kraft die Faust ins Gesicht, woraufhin die Umgebenden den Mann auslachen. Er zieht sein Messer und schneidet ihr zuerst in die Stirn, danach öffnet er ihr Hemd und sticht ihr das Messer oberflächlich in den Bauch und schneidet in ihre Brüste. Mit dem Messer zwingt er sie, seinen Penis in den Mund zu nehmen und „sie machte es ihm, wie es von ihr erwartet wurde – wie eine Geliebte.“ Als er einen Orgasmus bekommt, beißt sie ihm voller Kraft in den Penis und reißt ihn ab, den Stummel spuckt sie aus. Als er zu schreien beginnt, kommt der Anführer in die Höhle gerannt und greift Marjorie an. Sie bricht zusammen und die Kinder fallen über sie her. Nick, der dem Anführer gefolgt war, erschießt den Anführer mit einem Schuss in die Brust, die Kinder fliehen daraufhin in den hinteren Teil der Höhle. Der große Mann, dem Nick bereits im Haus die Hand abgeschossen hatte, kommt auf ihn zu, wobei er einen menschlichen Arm als Keule benutzen will, und Nick erschießt auch ihn. Danach wird er von den Kindern und Frauen attackiert, die sich in ihn verbeißen und ihn in die Knie zwingen. Nachdem er einen besonders hartnäckigen Jungen mit dem Revolver erschlägt, ziehen sich die anderen Angreifer zurück und fliehen.
Kurz nach dem Abzug der Kannibalen und Nick trifft die Polizei, die mit ihrer Suche nach der Gruppe begonnen hat, bei dem Haus ein und stößt auf die Überreste des Kampfes und die verkohlte Leiche von Carla über dem Feuer sowie die Leichen der Kannibalen. Sie ordern Verstärkung und nehmen nach Eintreffen derselben die Verfolgung auf. Als sie in der Nähe des Strandes sind, hören sie die Schreie und Schüsse aus der Höhle und drängen vorwärts. Sie erreichen die Höhle, nachdem Nick die beiden Männer erschossen hat und sich von den anderen Angreifern befreien konnte. Bereits auf dem Weg in die Höhle stoßen sie auf die Kinder und Frauen, die von der schwangeren Frau angeführt fliehen wollen, und werden von ihnen angegriffen. Mit einem Messer schlitzt die Frau Shearing die Kehle auf, eines der kleineren Mädchen springt einem zweiten Polizisten an die Kehle und reißt ihm diese mit den Zähnen auf. Durch den Angriff überrascht erschießen die Polizisten alle Angreifer und stürzen in die Höhle, wo sie ebenfalls alle potenziellen Angreifer erschießen – darunter den Jungen aus dem Käfig und Nick. Marjorie ist die einzige Überlebende aus dem Überfall und wird am Ende von einem Krankenwagen abtransportiert.

## Hintergrund und Fortsetzung

### Entstehung und Hintergrund
Off Season war der erste Roman des amerikanischen Autors Jack Ketchum und er erschien in einer gegenüber dem Originalmanuskript deutlich gekürzten und stark zensierten Version. Jack Ketchum führt dies auf die Verhandlungsbedingungen mit dem ursprünglichen Verlag Ballantine Books und dem dortigen Verleger Marc Jaffe zurück, der das Buch nur unter der Voraussetzung massiver Umarbeitung verlegen wollte. Ketchum ließ sich auf diese Umarbeitung ein, bewertete sie im Nachgang jedoch als zu weitreichend. Das Originalmanuskript warf er in den Müll, sodass dies nicht mehr für eine spätere Überarbeitung zur Verfügung stand. Nach Angaben von Ketchum wurden vor allem Szenen entfernt, die als besonders grausam oder menschenverachtend betrachtet wurden, darunter etwa Zubereitungsbeschreibungen für Menschenfleisch („In der Ballantine-Ausgabe hört man also nichts von den Grübeleien der schwangeren Frau darüber, was sie morgen mit dem Rest ihres ersten, namenlosen Schlachtopfers machen wird, wenn sie mit den Würsten fertig ist. Man erfährt nichts darüber, wie man Menschenfleisch dörrt.“) sowie einige Details der Folterungen. Auch das Ende wurde dahingehend geändert, dass die männliche Hauptperson Nick nicht wie im Manuskript und in der später erschienenen Neufassung am Ende vom Sheriff erschossen wird, sondern schwer verletzt überlebt; entgegen den Vorstellungen von Ketchum wurde ein Happy End erwartet, während für ihn der Tod des Mannes am Ende entscheidend war. Er hatte sich für das Buch vor allem durch den Film Die Nacht der lebenden Toten von George A. Romero inspirieren lassen, weitere Einflüsse waren unter anderen Mountain Man von Vardis Fisher und Rezepte aus Survival-Guides, die Ketchum umgeschrieben hatte.
Nachdem sich Ketchum auf die Kürzungen und auch das alternative Ende eingelassen hatte, wurde das Buch von Ballantine aufgelegt, allerdings nur sehr wenig beworben und nach Kritik in der Presse sehr schnell wieder eingestellt. Für eine Neuauflage 1999 rekonstruierte Ketchum die ursprüngliche Fassung, die ihm nicht mehr vorlag, und änderte nur wenige Einzelheiten, um eine für ihn passende Version zu publizieren.

### Fortsetzung
1991 erschien unter dem Titel Offspring, auf Deutsch erschienen als Beutegier, eine Fortsetzung der Geschichte. Sie beschreibt, wie Sheriff George Peters nach elf Jahren aus dem Ruhestand heraus zu den polizeilichen Ermittlungen hinzugezogen wird, als erneut Leichen auftauchen. Eine weitere Fortführung erschien 2011 gemeinsam mit Lucky McKee unter dem Titel The Woman, auf Deutsch erschienen als Beuterausch. In dem Buch geht es um die letzte Überlebende eines Kannibalenstamms, die verwundet in die Gewalt des tyrannischen Familienvaters Cleek gerät und von ihm gezähmt werden soll.

## Rezeption
In Deutschland erschien das Buch im Oktober 2007 beim Heyne Verlag und wurde bis 2013 fünfmal aufgelegt, wobei es unter dem Label Heyne Hardcore vermarktet wird. Die Übersetzung stammt von dem Übersetzer Friedrich Mader, der unter anderem auch Bücher von Stephen King, Meg Gardiner, Dan Simmons und zahlreichen anderen amerikanischen Schriftstellern übersetzt hat. Vom Verlag wird das Buch mit der folgenden Wertung beworben: „Jack Ketchums brillanter Debütroman gilt schon lange als Klassiker der Horrorliteratur. Sein entlarvender Blick auf die Grundmauern unserer Gesellschaft ist ein schockierender Kommentar auf die Frage, wo Menschlichkeit und Zivilisation aufhören und die Herrschaft ungezügelter Brutalität beginnt.“ Ergänzt wird dies durch ein Zitat aus Publishers Weekly: „Ketchums unglaubliche Sprachgewalt und seine tiefen und emotionalen Einsichten verleihen diesem Roman seine verstörende Wirkung, die den Leser noch lange verfolgen wird.“
Zudem werden auf der Rückseite des Buches Robert Bloch („Eins der erschreckendsten Bücher, das ich je gelesen habe.“) und Stephen King („Der furchteinfößendste Autor Amerikas“) zitiert.

## Ausgaben
- Off Season, Ballantine Books, 1980
- Off Season Unexpurgated, Overlook Connection Press, 1999
  - dt. Beutezeit, Heyne Verlag, München 2007, ISBN 978-3-453-67507-0

## Belege
1. ↑  
Jack Ketchum: Beutezeit, 5. Auflage 2013; Vorblatt; S. 17 (unnummeriert).
2. ↑  
Jack Ketchum: Beutezeit, 5. Auflage 2013; Vorblatt.
3. ↑  
Douglas E. Winter: Vorwort, In Jack Ketchum: Beutezeit, 5. Auflage 2013; S. 7–16.
4. 1 2 3  
Jack Ketchum: Nachwort, In Jack Ketchum: Beutezeit, 5. Auflage 2013; S. 277–285.
5. 1 2  
Jack Ketchum: Beutezeit, 5. Auflage 2013; S. 62–65.
6. ↑  
Beutegier (Seite nicht mehr abrufbar, festgestellt im April 2018. Suche in Webarchiven)  Info: Der Link wurde automatisch als defekt markiert. Bitte prüfe den Link gemäß Anleitung und entferne dann diesen Hinweis. bei Heyne Hardcore; abgerufen am 18. Oktober 2015.
7. ↑  
Beuterausch (Seite nicht mehr abrufbar, festgestellt im April 2018. Suche in Webarchiven)  Info: Der Link wurde automatisch als defekt markiert. Bitte prüfe den Link gemäß Anleitung und entferne dann diesen Hinweis. bei Heyne Hardcore; abgerufen am 18. Oktober 2015.
8. ↑  
Profil Friedrich Mader bei Heyne Hardcore; abgerufen am 18. Oktober 2015.
9. 1 2  
Beutejagd (Seite nicht mehr abrufbar, festgestellt im April 2018. Suche in Webarchiven)  Info: Der Link wurde automatisch als defekt markiert. Bitte prüfe den Link gemäß Anleitung und entferne dann diesen Hinweis. bei Heyne Hardcore; abgerufen am 18. Oktober 2015.